# Wachsblumen (Cerinthe)
Die Pflanzengattung der Wachsblumen (Cerinthe) gehört zur Familie der Raublatt- oder Borretschgewächse (Boraginaceae). Die etwa zehn Arten sind vor allem im Mittelmeerraum und Mitteleuropa verbreitet. Sorten weniger Arten werden als Zierpflanzen verwendet.

## Beschreibung

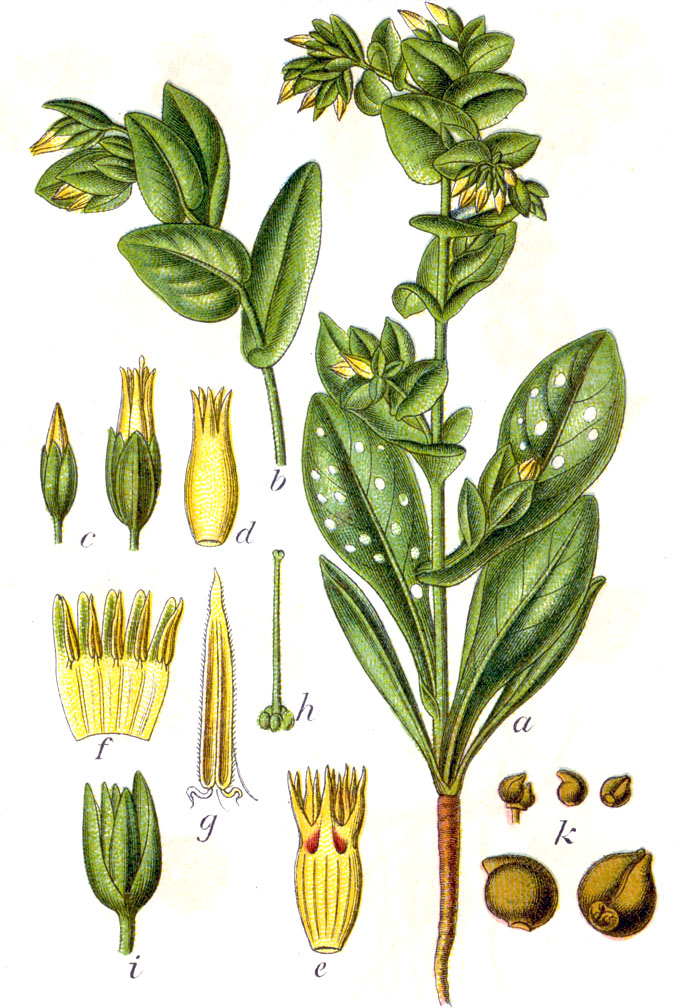
Illustration der Kleinen Wachsblume (Cerinthe minor) aus Sturm

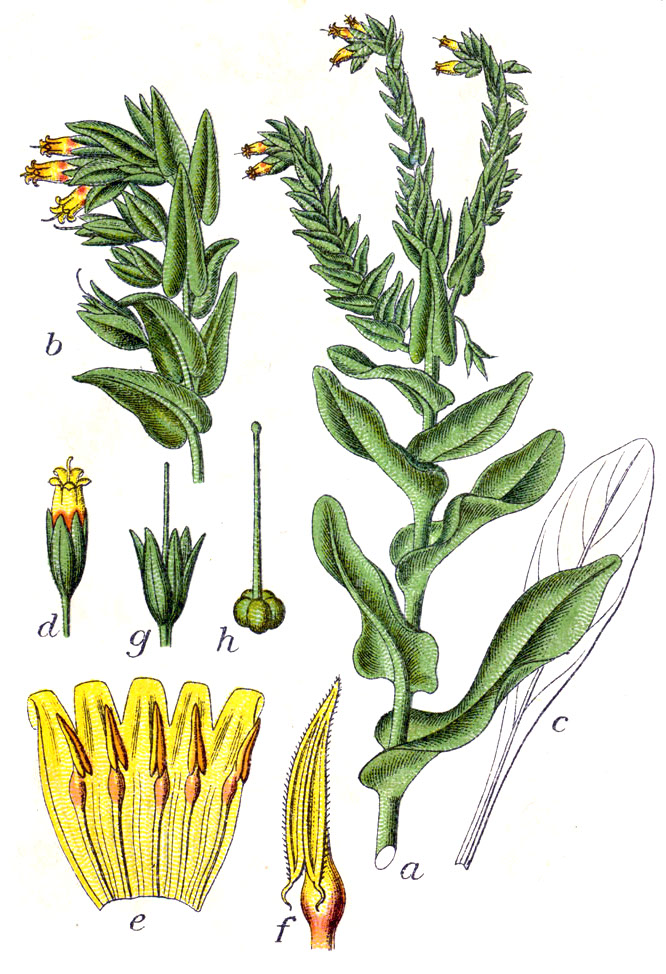
Illustration der Kahlen Wachsblume (Cerinthe glabra) aus Sturm

### Erscheinungsbild und Blätter
Cerinthe-Arten wachsen als einjährige bis ausdauernde krautige Pflanzen. Die vegetativen Pflanzenteile sind, anders als für die Familie typisch, kahl bis fast kahl. Die wechselständig an den Stängeln angeordneten Laubblätter sind einfach und ganzrandig; oft sind sie blaugrün, bei manchen Arten mit weißen Warzen; bei einigen Arten sind sie pfeilförmig stängelumfassend.

### Blütenstände und Blüten
In endständigen, zymösen, oft verzweigten Blütenständen stehen mehrere Blüten zusammen. Es sind Tragblätter vorhanden. Die zwittrigen Blüten sind radiärsymmetrisch und fünfzählig mit doppelter Blütenhülle. Die fünf freien oder bis zur Hälfte ihrer Länge verwachsenen Kelchblätter sind ungleich und auf unterschiedlichen Höhen inseriert. Die fünf Kronblätter sind auf mindestens der Hälfte ihrer Länge zu einer zylindrischen Kronröhre verwachsen. Die fünf Kronlappen sind je nach Art aufrecht bis zurückgekrümmt. Die Kronblätter sind gelb und meist, besonders an ihrer Basis, purpurfarben bis rot getönt; es gibt purpurfarbene Sorten. Auf den Kronblättern sind keine Schuppen vorhanden (Unterscheidung zu nahe verwandten Gattungen). Die fünf Staubblätter überragen die Blütenkrone nicht. Die Staubfäden sind auf der halben Höhe der Kronblätter inseriert. Die zwei Fruchtblätter besitzen jeweils nur zwei Samenanlagen. Der Griffel überragt meist die Blütenkrone und endet in einer kopfigen oder ausgerandeten Narbe.

### Früchte
Anders als bei der Familie typisch mit vier Teilfrüchten, zerfällt die Spaltfrucht bei dieser Gattung nur in zwei Teilfrüchte, die jeweils aus zwei verwachsenen, einsamigen Nüsschen bestehen. Die zwei verwachsenen Nüsschen sind im Umriss eiförmig, dunkel-braun bis schwarz, glatt, kurz geschnäbelt und an ihrer Basis flach.

### Chromosomensätze
Je nach Sektion ist die Chromosomengrundzahl x = 8 oder 9. Bei allen Arten liegt Diploidie vor, also je nach Sektion 2n = 16 oder 2n = 18.

## Systematik und Verbreitung

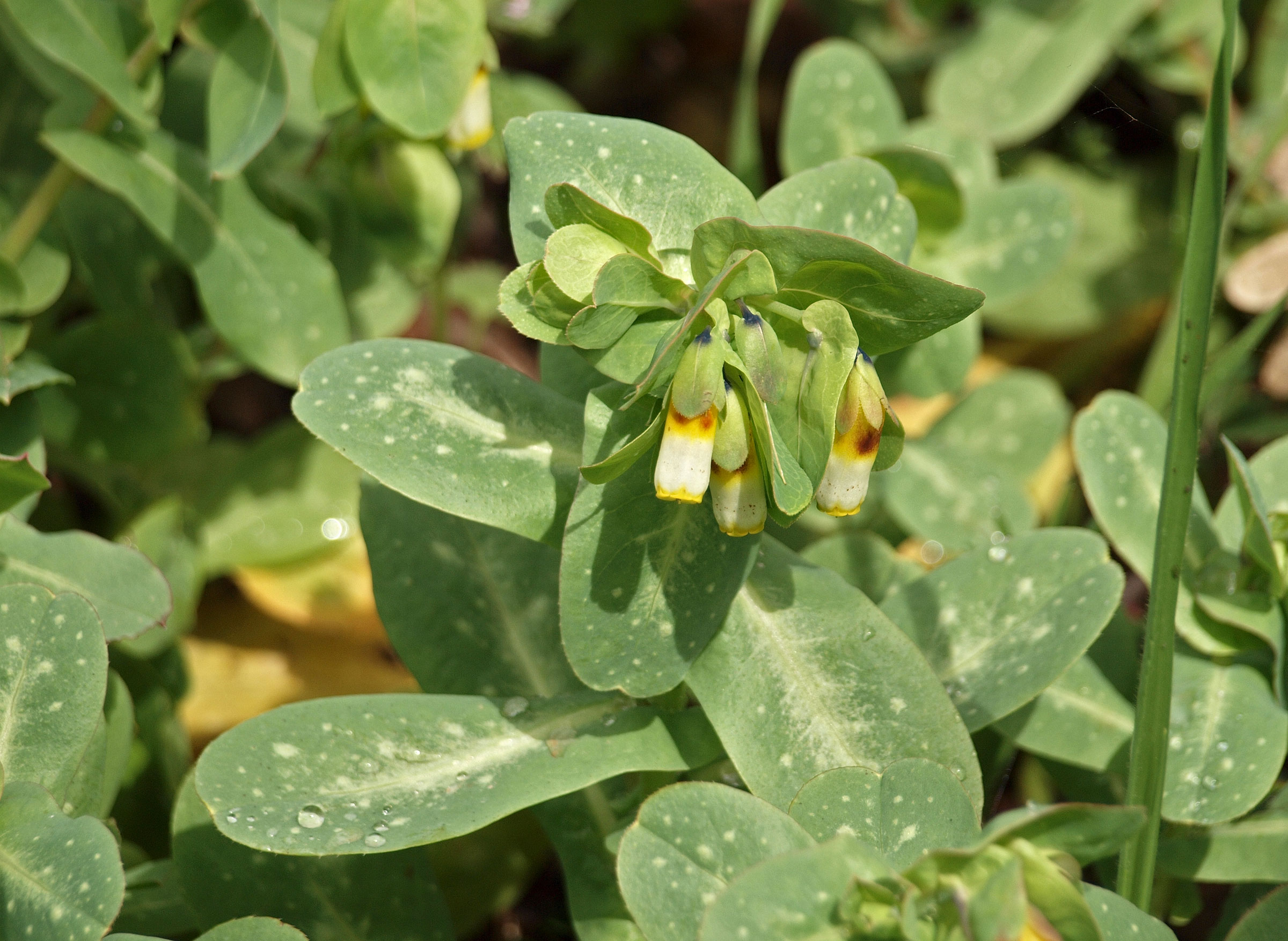
Cerinthe gymnandra

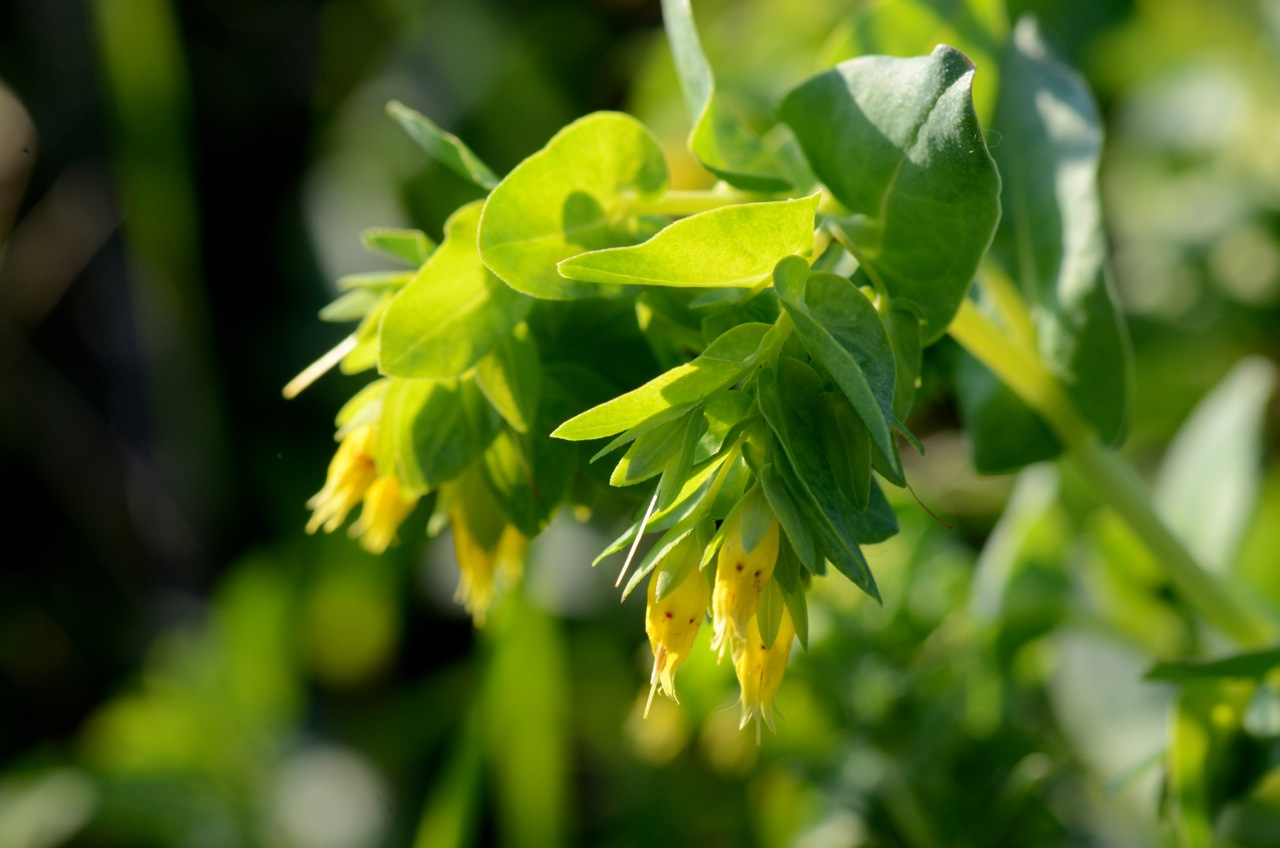
Kleine Wachsblume (Cerinthe minor)

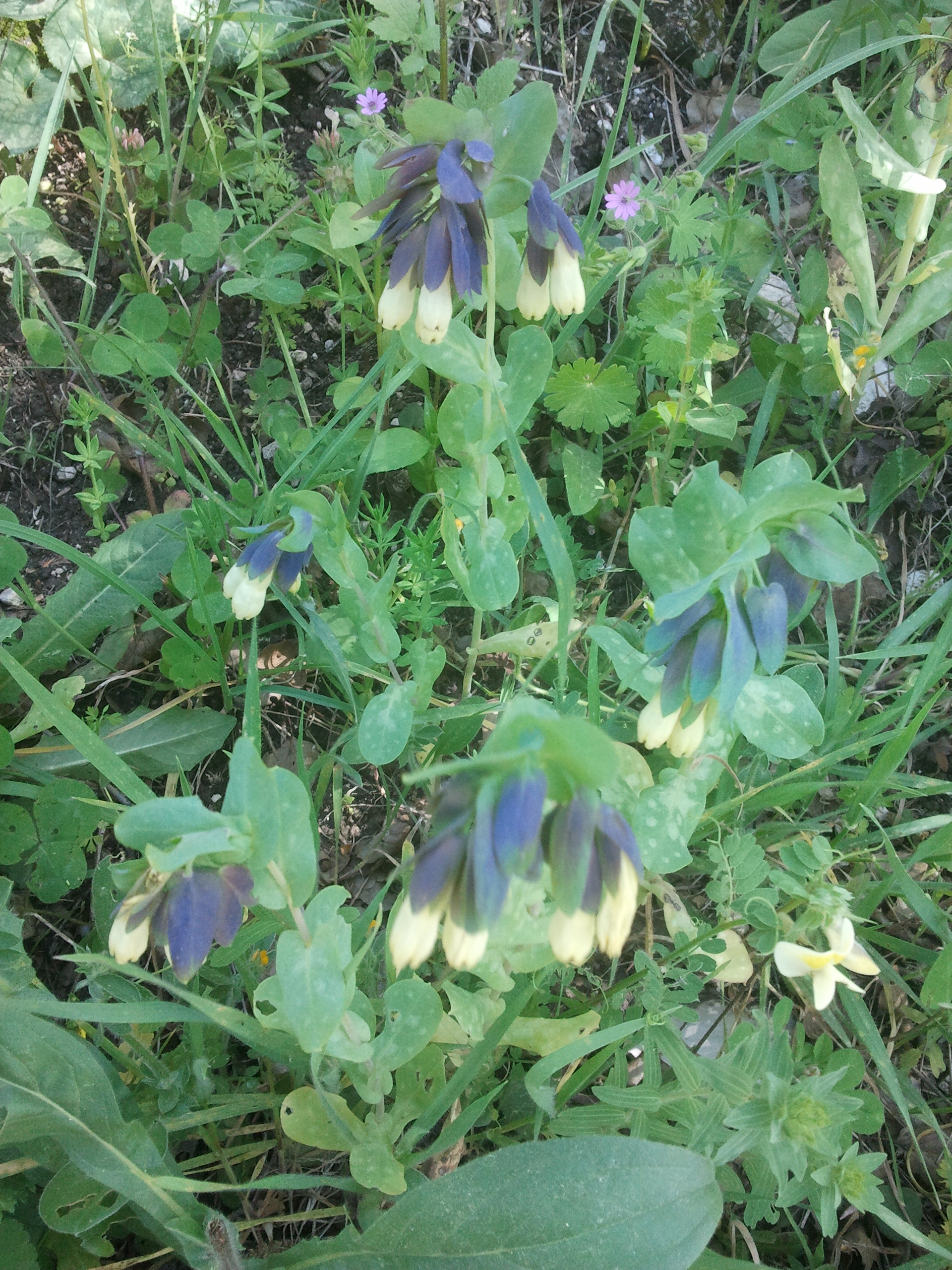
Cerinthe palaestina

Die Gattung Cerinthe wurde 1753 durch Carl von Linné aufgestellt. Als Lectotypusart wurde 1929 Cerinthe major L. durch Albert Spear Hitchcock in Nomenclature: Proposals by British Botanists. London, S. 128 festgelegt. Die Gattung Cerinthe gehört zur Tribus Lithospermeae in der Unterfamilie Boraginoideae innerhalb der Familie Boraginaceae.
Das Verbreitungsgebiet der sechs bis zehn Arten erstreckt sich von Mittel-, Süd- und Osteuropa bis nach Nordafrika und Vorderasien. In Deutschland sind nur die Kleine Wachsblume und die Alpen-Wachsblume heimisch.
Die Gattung Cerinthe wird in zwei Sektionen gegliedert: Cerinthe sect. Cerinthe und Cerinthe sect. Ceranthe.
Es gibt sechs bis zehn Cerinthe-Arten:
- Kahle Wachsblume oder Alpen-Wachsblume (Cerinthe glabra Mill.): Es gibt zwei Unterarten:
  - Cerinthe glabra Mill. subsp. glabra (Syn.: Cerinthe alpina Schult., Cerinthe pyrenaica Arv.-Tour.): Sie ist in Zentral- und Osteuropa weitverbreitet bis zur Türkei und dem Kaukasusraum.[1][5]
  - Cerinthe glabra subsp. smithiae (A.Kern.) Domac: Sie kommt nur in Kroatien vor.[6]
- Cerinthe gymnandra Gasp. Person: Es gibt zwei Unterarten:
  - Cerinthe gymnandra Gasp. Person subsp. gymnandra: Sie ist im westlichen Mittelmeerraum verbreitet.[6]
  - Cerinthe gymnandra subsp. oranensis (Batt.) Valdés (Syn.: Cerinthe oranensis Batt.): Sie kommt in Marokko, Algerien, Tunesien und Libyen vor.[6]
- Große Wachsblume (Cerinthe major L., Syn.: Cerinthe aspera Roth, Cerinthe major subsp. purpurascens (Boiss.) Selvi & L.Cecchi, Cerinthe major var. purpurascens Boiss.): Sie ist im Mittelmeerraum und in Vorderasien weitverbreitet.[1][6]
- Kleine Wachsblume (Cerinthe minor L., Syn.: Cerinthe indigotisans Borbás, Cerinthe longiflora Viv.): Es gibt drei Unterarten:
  - Cerinthe minor L. subsp. minor: Sie ist in Zentral- und Osteuropa weitverbreitet.[1]
  - Cerinthe minor subsp. auriculata (Ten.) Domac (Syn.: Cerinthe auriculata Ten., Cerinthe maculata L.): Sie gedeiht in den Alpen, im Appennin, auf Sizilien und auf der Balkanhalbinsel.[1]
  - Cerinthe minor subsp. cleiostoma (Boiss. & Sprun.) Selvi & Cecchi (Syn.: Cerinthe cleiostoma Boiss. & Sprun., Cerinthe lamprocarpa Murb., Cerinthe tristis Teyber): Sie kommt in Kroatien, Bosnien-Herzegowina, Montenegro und in Griechenland vor.[2][6]
- Cerinthe palaestina Eig & Sam.: Sie kommt in Syrien, im Libanon und in Israel vor.[6]
- Violette Wachsblume[7] (Cerinthe retorta Sm.): Sie kommt in Kroatien, Albanien, Mazedonien, Griechenland, Kreta, in der Ägäis und in der Türkei vor.[6]
- Cerinthe tenuiflora Bertol.: Sie ist ein Endemit von Korsika.[6]

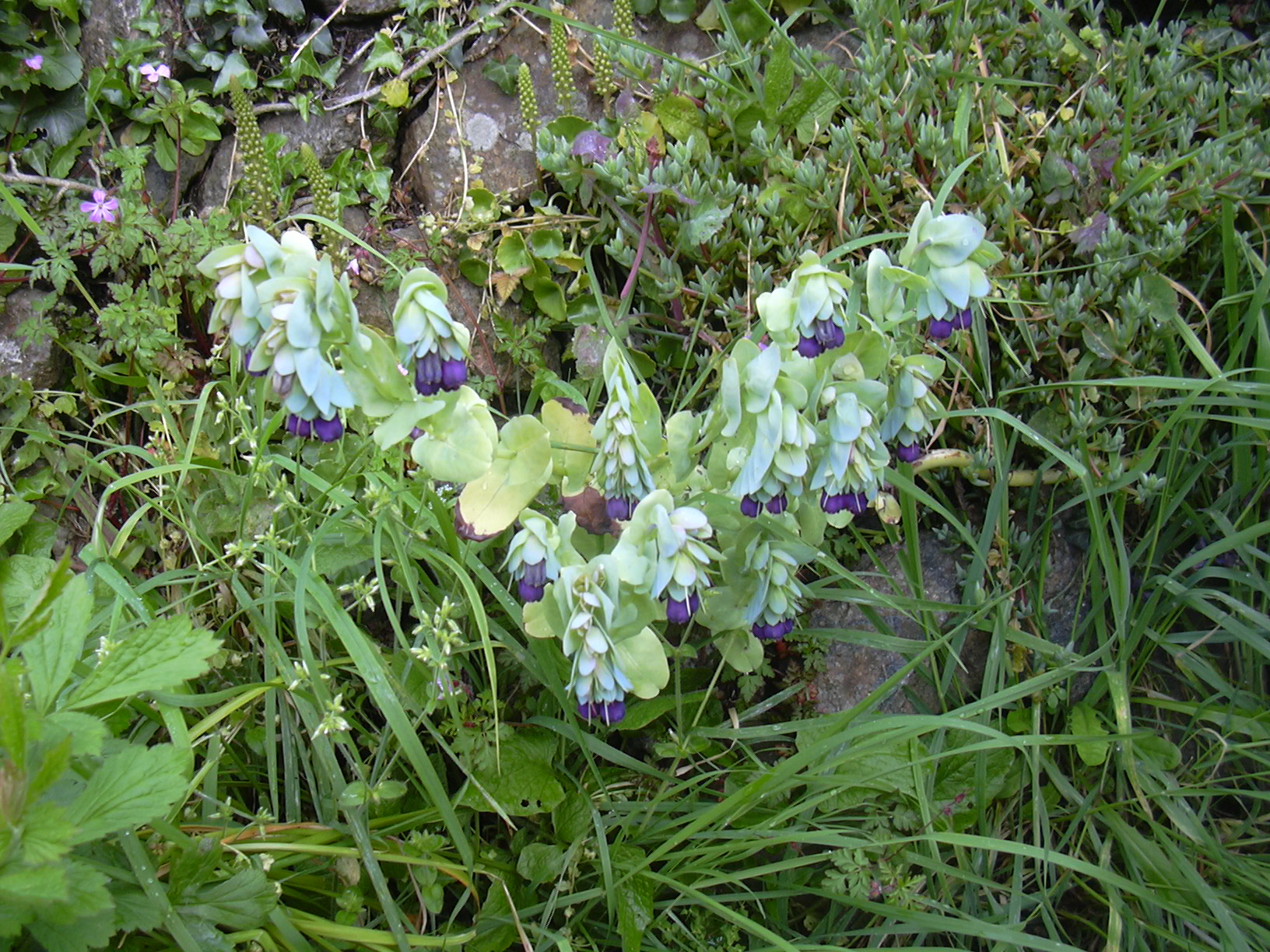
Die Sorte Cerinthe major 'Purpurascens'

## Nutzung
Sorten weniger Arten werden als Zierpflanzen in Parks und Gärten der gemäßigten Breiten verwendet. Beispiele sind Kahle Wachsblume (Cerinthe glabra) und Große Wachsblume (Cerinthe major); von letzterer gibt es beispielsweise die Sorte 'Purpurascens'. Sie gelten als Bienenweide.